# Nazionale di atletica leggera della Germania Ovest
La nazionale di atletica leggera della Germania Ovest era la rappresentativa della Germania Ovest nelle competizioni internazionali di atletica leggera riservate alle selezioni nazionali.
Dopo la sconfitta nella Seconda guerra mondiale, la Germania fu invitata a partecipare alle varie manifestazioni sportive per la prima volta ai Giochi olimpici di Helsinki 1952, mentre nelle successive tre edizioni gareggiò come Squadra Unificata Tedesca, per poi presentare due rappresentative separate (Germania Est e Germania Ovest) a partire dai Giochi di Città del Messico 1968. La Germania Ovest partecipò con una propria selezione agli Europei di Berna 1954 e successivamente a tutte le competizioni internazionali dagli Europei di Budapest 1966 fino a quelli di Spalato 1990.

## Bilancio nelle competizioni internazionali

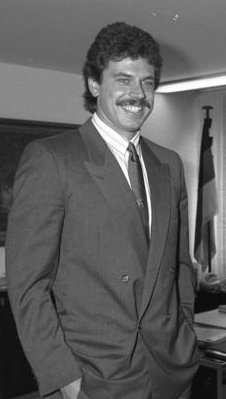
Il decatleta Jürgen Hingsen, con 4 medaglie tra il 1982 e il 1986 è tra i tedeschi occidentali plurimedagliati

La nazionale tedesca occidentale di atletica leggera vanta 5 partecipazioni ai Giochi olimpici estivi. dal 1968 al 1988, con l'eccezione dei Giochi olimpici di Mosca 1980, a causa del boicottaggio degli Stati Uniti d'America e di alcune nazioni occidentali.
L'atleta della Germania Ovest più titolata ai Giochi olimpici è la velocista Annegret Richter, vincitrice di 4 medaglie, di cui 2 d'oro e 2 d'argento.

### Giochi olimpici
| Edizione               | Oro          | Argento      | Bronzo       | Totale       |
| ---------------------- | ------------ | ------------ | ------------ | ------------ |
| Città del Messico 1968 | 1            | 4            | 3            | 8            |
| Monaco di Baviera 1972 | 6            | 3            | 2            | 11           |
| Montréal 1976          | 1            | 4            | 4            | 9            |
| Mosca 1980             | non presente | non presente | non presente | non presente |
| Los Angeles 1984       | 4            | 2            | 5            | 11           |
| Seul 1988              | 0            | 1            | 3            | 4            |
| Totale                 | 12           | 14           | 17           | 43           |

### Campionati del mondo
| Edizione      | Oro | Argento | Bronzo | Totale |
| ------------- | --- | ------- | ------ | ------ |
| Malmö 1976    | 0   | 0       | 0      | 0      |
| Sittard 1980  | 1   | 0       | 0      | 1      |
| Helsinki 1983 | 2   | 5       | 1      | 8      |
| Roma 1987     | 0   | 1       | 1      | 2      |
| Totale        | 3   | 6       | 3      | 12     |

### Campionati europei
| Edizione       | Oro | Argento | Bronzo | Totale |
| -------------- | --- | ------- | ------ | ------ |
| Berna 1954     | 2   | 4       | 3      | 9      |
| Budapest 1966  | 2   | 10      | 9      | 21     |
| Atene 1969     | 0   | 1       | 2      | 3      |
| Helsinki 1971  | 5   | 7       | 5      | 17     |
| Roma 1974      | 1   | 5       | 6      | 12     |
| Praga 1978     | 4   | 2       | 2      | 8      |
| Atene 1982     | 8   | 1       | 4      | 13     |
| Stoccarda 1986 | 2   | 4       | 5      | 11     |
| Spalato 1990   | 3   | 2       | 1      | 6      |
| Totale         | 27  | 36      | 37     | 100    |